# 1999 (canción de Charli XCX)
«1999» es una canción interpretada por la cantante y compositora británica Charli XCX, con la colaboración del cantante australiano Troye Sivan, incluida en su tercer álbum de estudio, Charli, de 2019. Charli XCX, Troye Sivan, Brett McLaughlin, Noonie Bao y Oscar Holter la compusieron, mientras que este último se encargó de su producción musical. 

## Antecedentes y composición

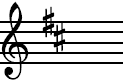
La canción está compuesta en la tonalidad si menor.

El lanzamiento de la colaboración fue anunciado cuando Charli y Sivan hicieron algunas interacciones en Twitter antes de que ambos compartieran la portada y el título del sencillo. La portada alude a la película The Matrix, de 1999, donde se encuentran Charli y Sivan sobre un fondo verde brillante vistiendo un abrigo negro con gafas oscuras y cabello teñido de negro, los cuales hacen referencia a los personajes de Neo y Trinity.
«1999» fue coescrita por Charli XCX, Troye Sivan, Brett McLaughlin, Noonie Bao y Oscar Holter, quien además se ocupó de la producción del tema. De acuerdo con la partitura publicada en Musicnotes, la canción está compuesta en la tonalidad de si menor, en un compás de 4 por 4 y con un tempo de 124 pulsaciones por minuto. El registro vocal de la cantante se extiende desde una nota baja de si3 hasta la más alta de fa♭5. La canción contiene referencias líricas que hablan acerca de la nostalgia de querer regresar a la década de los 90s, acompañada de un ritmo pesado con bajo borroso y elementos de eurodance.

## Recepción crítica
La canción tuvo una recepción favorable por de parte de la críticos de la música contemporánea. La escritora Sasha Geffen de Pitchfork declaró que la canción está «más preocupada por el hecho de recordar aquellos tiempos, que por los detalles del año que lleva por título» con «texturas sintéticas» y encaja con el resto de las elegantes canciones pop de Charli. Brennan Carley, de GQ describió el tema diciendo que «es un guiño, un codazo de Charli, una artista cuya subversión del sistema pop la convierte probablemente en la única persona que podría salirse con la suya con un experimento tan descarado».
Mikhail Hanafi, de The Gryphon destacó que la canción «abre directamente en su coro, con una línea de bajo palpitante que subraya los acordes de sintetizador de los años 90s». Asimismo, Hanafi la consideró como un «atasco retroactivo» que envuelve sonoramente la sensación del pasado sin ser necesariamente una recreación sonora. Patrick Hosken, escritor de MTV News, catalogó el tema como «un bop positivamente nostálgico» y elogió la letra, enfoncandose en las características culturales específicas de la época.

## Rendimiento comercial
En general, «1999» tuvo un éxito moderado alrededor del mundo. En los Estados Unidos, ingresó en algunas lista de Billboard, como alcanzó el puesto 37 del Mainstream Top 40, el 23 del Pop Digital Songs y el 48 del Dance/Club Play Songs.
En Europa, también tuvo una buena recepción. En el Reino Unido, alcanzó la posición número trece del UK Singles Chart, posteriormente la British Phonographic Industry (BPI) le otorgó un disco de oro. En Irlanda, debutó en la casilla número cincuenta y ocho del Irish Singles Chart en la edición del 11 de octubre de 2018. En su sexta semana, alcanzó el puesto veintiocho de dicha lista, en donde se mantuvo por dos semanas consecutivas. Asimismo, la canción figuró en otras listas musicales de países europeos, entre ellos; Bélgica, Escocia, Grecia, Hungría, y Países Bajos.
No obstante, «1999» también ingresó en países de Asia y Oceanía. Se ubicó en la quinta posición del Media Forest TV Airplay, de Israel, y también debutó en la South Korea International Downloads, de Corea del Sur. En Australia, la canción debutó en la casilla número cuarenta y seis de la Australian Singles Chart, donde semanas después subió al puesto dieciocho. Además, fue certificado con disco de platino por parte de la Australian Recording Industry Association luego de haber vendido aproximadamente de 70 mil copias.  En el New Zealand Singles Chart de Nueva Zelanda, «1999» logró debutar en la décima casilla, siendo ese su pico más alto.

## Vídeo musical
El vídeo musical de «1999» fue dirigido por Ryan Staake y Charli XCX, basado en la temática de la canción, en donde incorporan algunos grupos o artistas musicales de la década de los 90s a los que se hacen referencia, entre ellos Justin Timberlake, Eminem, los Backstreet Boys, las Spice Girls, Britney Spears y Marilyn Manson. Asimismo, Charli y Troye recrean a Jack y Rose en una escena romántica del Titanic, de 1997, y a Neo y Trinity de Matrix, de 1999. Posteriormente, se muestra a Charli representando el «mítico» momento de los pétalos de rosa en American Beauty. No obstante, en el videoclip se muestran algunas escenas que aluden a los acontecimientos y novedades tecnológicas presentadas en dicha época, como los teléfonos nokia, Google, el videojuego The Sims y la personalización de Charli como Steve Jobs. Además, incluyen otras referencias como el antiguo logo del canal Nickelodeon, los zapatos Skechers y la marca de ropa interior Hanes.
En cuanto a su recepción, el videoclip contó con buenas reseñas por parte de los medios. Annabel Rackham de BBC, destacó el hecho de que ambos cantantes «recrearon algunos de los vídeos musicales más memorables de aquella década».

## Lista de ediciones
- Descarga digital

| N.º | Título                | Duración |  |
| 1.  | «1999» (Radio single) | 3:09     |  |

- Descarga digital - Remixes[24]

| N.º | Título                        | Duración |  |
| 1.  | «1999» (Alphalove remix)      | 3:55     |  |
| 2.  | «1999» (Easyfun remix)        | 3:12     |  |
| 3.  | «1999» (Michael Calfan remix) | 3:03     |  |
| 4.  | «1999» (R3hab remix)          | 3:18     |  |
| 5.  | «1999» (Carta remix)          | 2:52     |  |
| 6.  | «1999» (Super Cruel remix)    | 2:51     |  |
| 7.  | «1999» (Young Franco remix)   | 3:33     |  |
| 8.  | «1999» (Dipha Barus remix)    | 2:28     |  |
| 9.  | «1999» (The Knocks remix)     | 3:40     |  |

## Posicionamiento en listas
| Listas (2019)                           | Mejor posición |
| --------------------------------------- | -------------- |
| Australia (ARIA)                        | 18             |
| Bélgica (Ultratop) Flanders             | 32             |
| Bélgica (Ultratop) Wallonia             | 44             |
| Corea del Sur (Gaon Chart)              | 96             |
| Escocia (Official Charts Company)       | 24             |
| Estados Unidos (Dance Club Songs)       | 48             |
| Estados Unidos (Mainstream Top 40)      | 37             |
| Estados Unidos (Pop Digital Song Sales) | 23             |
| Finlandia (Suomen virallinen lista)     | 9              |
| Grecia (International Digital Singles)  | 83             |
| Hungría (Dance Top 40)                  | 30             |
| Hungría (Single Top 40)                 | 40             |
| Irlanda (IRMA)                          | 28             |
| Israel (Media Forest)                   | 5              |
| Nueva Zelanda Hot Singles (RMNZ)        | 10             |
| Países Bajos (Tipparade)                | 14             |
| Reino Unido (UK Singles Chart)          | 13             |
| Suecia (Sverigetopplistan)              | 15             |

| Listas (2019)           | Mejor posición |
| ----------------------- | -------------- |
| Australia (ARIA)        | 100            |
| Hungría (Single Top 40) | 87             |

## Certificaciones
| País (organismo certificador) | Certificación | Unidades certificadas |
| ----------------------------- | ------------- | --------------------- |
| Australia (ARIA)              | 2x Platino    | 140 000               |
| Dinamarca (IFPI)              | Oro           | 45 000                |
| Reino Unido (BPI)             | Oro           | 400 000               |

## Historial de lanzamiento
| Región         | Fecha                   | Formato                     | Versión              | Discográfica     | Ref    |
| -------------- | ----------------------- | --------------------------- | -------------------- | ---------------- | ------ |
| Estados Unidos | 5 de octubre de 2018    | Descarga digital, Streaming | Original             | Asylum Records   | [ 36 ] |
| Estados Unidos | 4 de diciembre de 2018  | Contemporary hit radio      | Original             | Atlantic Records | [ 37 ] |
| Estados Unidos | 9 de noviembre de 2018  | Descarga digital, Streaming | Alphalove remix      | Asylum Records   | [ 24 ] |
| Estados Unidos | 16 de noviembre de 2018 | Descarga digital, Streaming | Easyfun remix        | Asylum Records   | [ 24 ] |
| Estados Unidos | 23 de noviembre de 2018 | Descarga digital, Streaming | Michael Calfan remix | Asylum Records   | [ 24 ] |